# 玛丽亚·巴蒂罗姆
瑪麗亞·莎拉·巴蒂羅姆（1967年9月11日—），美國電視新聞從業人員、雜誌專欄作家，以及三本出版物作者。她是《Meeting with Maria》主持人，以及福斯商業新聞網全球市場編輯，同時也是福斯新聞頻道《Sunday Morning Futures with Maria Bartiromo》主持人。巴蒂羅姆是土生土長的紐約人，畢業於纽约大学。在加入CNBC電視之前，她曾在CNN待過五年。2013年11月18日，新聞報導巴蒂羅姆將加入福斯商業新聞網以及福斯新聞。CNBC時期，她曾任《Closing Bell》節目主播，以及《On the Money with Maria Bartiromo》主持人暨總編輯，她也是首位在纽约证券交易所進行現場直播的記者。她橫跨各種不同類型電視節目，並因此獲得許多新聞獎項，甚至登上有線電視名人堂。

## 外部連結
- 官方网站
- C-SPAN內的頁面（英文）
- Maria Bartiromo在互联网电影资料库（IMDb）上的資料（英文）
- Maria Bartiromo  Video produced by Makers: Women Who Make America